# ناوچه کلاس ویکتوری
ناوچه کلاس ویکتوری (به انگلیسی: Victory-class corvette) یک کلاس از کشتی است که طول آن ۶۲ متر (۲۰۳ فوت ۵ اینچ) می‌باشد.